# Space Operations New Zealand
Space Operations New Zealand, unter dem Namen SpaceOps New Zealand im Raumfahrtgeschäft tätig, ist ein Unternehmen mit Sitz in Invercargill, Neuseeland.

## Unternehmen
Das Unternehmen Space Operations New Zealand ist ein 100-prozentiges Tochterunternehmen der Southland Regional Development Agency, die in der Öffentlichkeit als Great South firmiert und am 29. März 2019 gegründet wurde. Die Anteilseigner der Southland Regional Development Agency sind der Invercargill City Council mit 48,73 % Anteil, der Southland District Council mit 48,73 % Anteil, der Gore District Council mit 2,15 % Anteil und weitere fünf Anteilseigner mit zusammen weniger als 0,2 % Anteil.

## Geschäftstätigkeiten
Das Unternehmen vermietet Antennen für die Datenübertragung von der Erde ins Weltall und zurück. Auch schlüsselfertige Lösungen für Kunden für die Errichtung und Wartung von Bodenstationen bietet das Unternehmen an. In Zusammenarbeit mit der University of Canterbury Rocketry Group und der University of Auckland betreibt das Unternehmen Forschung- und Entwicklungsprogramme für Bodenstationshardware, Antennen und Mission Control Software.

## Geschichte
Space Operations New Zealand wurde ursprünglich am 18. Juli 2016 vom Venture Southland Trust gegründet, hinter dem der Invercargill City Council, der Southland District Council und der Gore District Council stand. Grund für die Gründung des Unternehmens war die Übernahme der damals Awarua Tracking Station genannten Erdfunkstelle von der European Space Agency (ESA) im Jahr 2008. Die ESA nutzte die Tracking Station für das Projekt, Automated Transfer Vehicle (ATV) mit den Trägerraketen vom Typ Ariane 5 zur Internationalen Raumstation ISS zu schießen. Nach fünf Transporten wurde das Projekt im Jahr 2014 beendet und man begann die Erdfunkstelle weiter auszubauen und ein Geschäftsmodell zu entwickeln. Grundlage war dann auch die Gründung des Unternehmens Space Operations New Zealand.
Am 21. Juni 2021 veräußerte der Venture Southland Trust das Unternehmen Space Operations New Zealand dann für einen symbolischen Preis von 1 $NZ an die Southland Regional Development Agency, die den Vorgang in ihrem Annual Report 2020/2021 entsprechend verbuchte. Am 1. Oktober 2021 beschloss dann der Verwaltungsrat der Agency, dass der Geschäftsbereich Raumfahrtoperationen eine Tochtergesellschaft von unter dem Namen Great South laufenden Unternehmen werden soll. In dem Annual Report des Jahres 2022 wurde dann noch einmal herausgestellt, dass beide Unternehmen gemäß dem Companies Act 1993 in Neuseeland registriert sind und gemäß des Abschnitt 6 des Local Government Act 2002 als vom Rat der Regionen kontrollierte Organisationen gelten.

## Awarua Satellite Ground Station

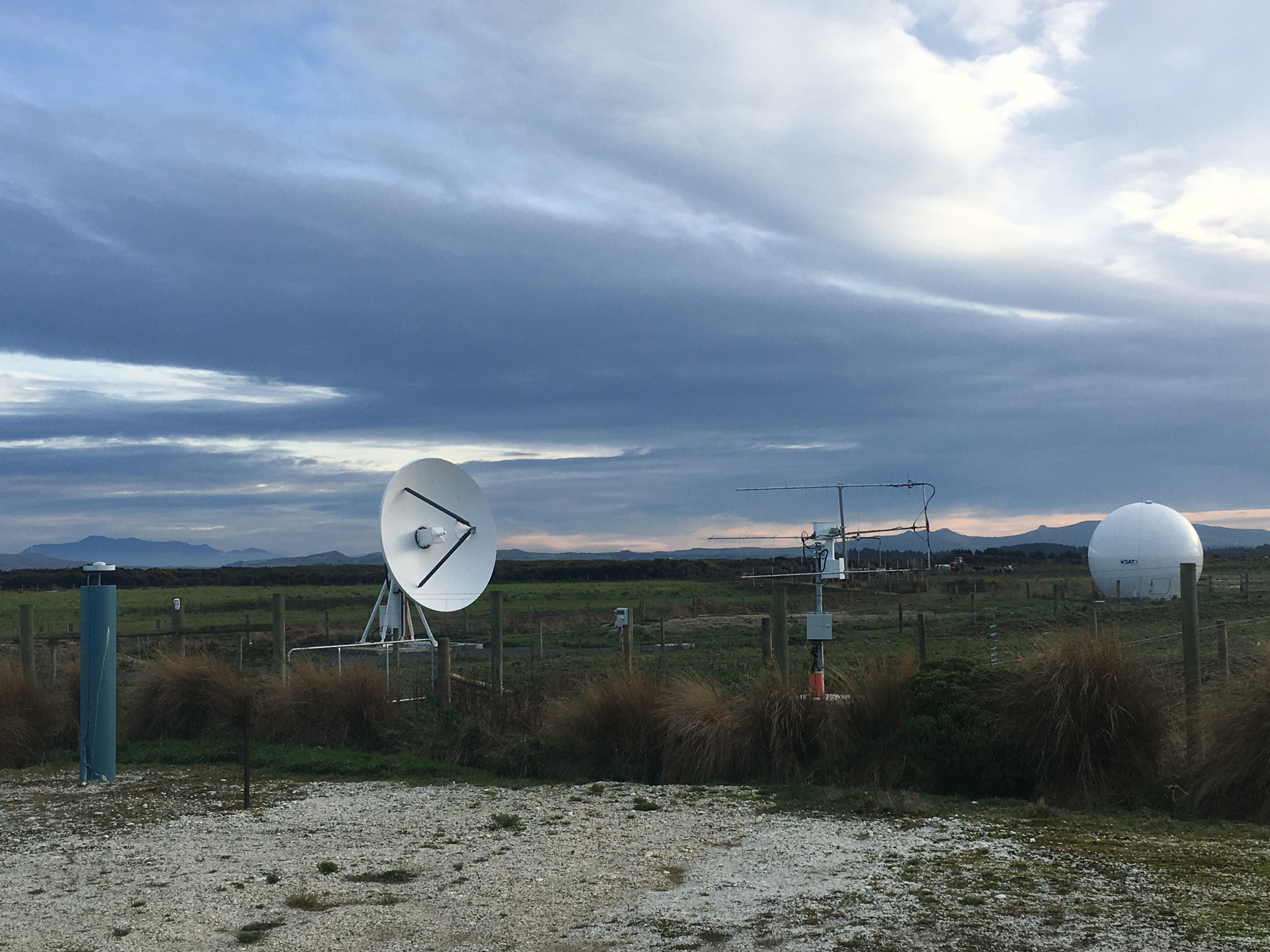
Einige Antennen der Awarua Satellite Ground Station

Rund 11 km südsüdsüdöstlich vom Stadtzentrum von Invercargill betreibt das Unternehmen mit der Awarua Satellite Ground Station eine Erdfunkstelle, die im Jahr 2008 im Rahmen des Automated Transfer Vehicle-Programms der ESA eingerichtet und seit dieser Zeit einen ständigen Ausbau und Erweiterungen erfahren hat.

## Warkworth Space Center
Rund 50 km nördlich von Auckland befindet sich des Warkworth Space Center mit zwei Full-Motion-Antennen, die derzeit nur für den Empfang ausgelegt sind.